# Кубала
Kubala (Juriejowicz, Zołotarz)— шляхетський герб, відомий з трьох зображень на печатках.

## Опис герба
Опис з використанням принципів блазонування, запропонованих Альфредом Знамєровським:
У полі андріївський хрест, з яких лівий завершений гаком у верхній частині, кольори невідомі.
Так мав виглядати герб Кубала і Юрійович. Герб Золотаржа (Злотаржа) повинен був мати всі кінці загнуті до горизонталі, а в правій нижній позбавлений згину .

## Найбільш ранні згадки
Печатка M. Кубали з 1564, Г. Золотаржа з 1563 і Ю. Юрійовича з 1571.

## Роди
Даний герб використовувався принаймні трьома родинами:
- Злотаржі (Золотаржі);
- Кубали;
- Юрійовичі.